# Гусаков Григорій Васильович
Гусаков Григорій Васильович (1893—1967) начальник Харківського медичного інституту (квітень 1921 — травень 1922).

## Біографія
Гусаков Григорій Васильович народився в 1893 р. у Новооскільському повіті. 1912 р. — закінчив Корочанську гімназію і поступив на медичний факультет Харківського університету. 1916 р. — закінчив Харківський університет, медичний факультет, став лікарем 33-го піхотного полку.
У березні 1917 р. вступив у КПУ. Брав участь у відомому поході 5-ї Армії К. Ворошилова на Царицин (громадянська війна). 1918 р. — член Харківського муніципальної ради[джерело не вказане 1347 днів].
У лютому 1919 р. — завідувач підвідділу Харківського губернського відділу охорони здоров'я. У цьому ж році покидає Харків, працює дивізійним лікарем 14 дивізії Червоної Армії. 1920 р. — заступник завідувача відділу охорони здоров'я Одеської губернії.
Серпень 1920 р. — відізваний ЦК КПУ для роботи в Харкові. Наприкінці 1920 р. — член лікарської комісії, завідує санітарним відділом в Харківському губернському відділі праці. У кінці 1920 р. — початку 1921 р. працював також в народному комісаріаті праці, обіймаючи посаду зав. підвідділу губохорони праці. Водночас — політкомісар у Харківській медичній академії, потім поєднував цю посаду з посадою начальника академії.
У квітні 1921 р. призначений начальником Харківської медичної академії, а потім інституту (01.04.1921 — 02.05.1922) (у листопаді 1921 року рішенням Малої колегії Головпрофосвіти (Українське головне управління професійної освіти) Академія перейменована в Харківський державний медичний інститут).
1922 р. — голова Вищої комісії при Головпрофосвіті.

## Внесок в медичну освіту
Завідуючи академією, а потім інститутом, вирішував всі питання щодо подальшої роботи та розвитку вишу. Було створено комсомольський осередок, партбюро. У 1921 р. до плану навчання Харківського медичного інституту (на той час складався з двох факультетів: медичного та одонтологічного) було введено викладання суспільних наук. Окрема увага приділялася курсам: історичний матеріалізм, пролетарська революція, політичний лад РСФСР та УРСР, план електрифікації.
Григорій Васильович вирішував питання щодо матеріально-технічного забезпечення, організації навчальної діяльності вишу, займався питаннями боротьби проти епідемії висипного тифу. Вирішував питаннями щодо запрошення до роботи професорів, підбирав кандидатури на посаду ректора, займався питаннями академічної перевірки студентів-медиків.\